# Evansdale, Iowa
Evansdale là một thành phố thuộc quận Black Hawk, tiểu bang Iowa, Hoa Kỳ. Năm 2010, dân số của thành phố này là 4751 người.

## Dân số
Dân số qua các năm:
- Năm 2000: 4526 người.
- Năm 2010: 4751 người.